# Bahnstrecke Montagney–Miserey
| Streckennummer (SNCF): | 855 000              |                                                             |                                                             |
| Streckenlänge: | 29,3 km              |                                                             |                                                             |
| Spurweite: | 1435 mm (Normalspur) |                                                             |                                                             |
| Maximale Neigung: | 15 ‰                 |                                                             |                                                             |
| Zweigleisigkeit: | ehem. ja             |                                                             |                                                             |
| |                      |                                                             |                                                             |
| \| \| \| Bahnstrecke Gray–Fraisans von Gray über Valay \| \| \| \| 21,2 \| Montagney ⊙ \| 248 m \| \| \| \| Bahnstrecke Gray–Fraisans nach La Barre ⊙ \| \| \| \| 27,7 \| Chenevrey ⊙ \| 231 m \| \| \| ~32,4 \| D 29 (ehem. N 67) ⊙ \| D 29 (ehem. N 67) ⊙ \| \| \| ~32,7 \| Bahnstrecke Marnay-Gy von Gy, Chemins de fer Vicinaux \| Bahnstrecke Marnay-Gy von Gy, Chemins de fer Vicinaux \| \| \| 32,8 \| Marnay ⊙ \| 239 m \| \| \| 35,8 \| Brussey ⊙ \| 235 m \| \| \| \| \| \| \| \| ~39,6 \| Ognon (zerstört; 64,5 m) ⊙; Grenze Département Jura / Doubs \| Ognon (zerstört; 64,5 m) ⊙; Grenze Département Jura / Doubs \| \| \| \| \| \| \| \| 40,4 \| Emagny ⊙ \| 244 m \| \| \| ~44,1 \| LGV Rhin-Rhône Dijon–Mulhouse ⊙ \| LGV Rhin-Rhône Dijon–Mulhouse ⊙ \| \| \| 49,2 \| Bahnstrecke Besançon-Viotte–Vesoul von Vesoul ⊙ \| Bahnstrecke Besançon-Viotte–Vesoul von Vesoul ⊙ \| \| \| 412,8 49,5 \| Miserey ⊙ \| 284 m \| \| \| \| Bahnstrecke Besançon-Viotte–Vesoul nach Besançon-Viotte \| \| |                      |                                                             |                                                             |
| Strecke (außer Betrieb) |                      | Bahnstrecke Gray–Fraisans von Gray über Valay               | Bahnstrecke Gray–Fraisans von Gray über Valay               |
| Bahnhof (Strecke außer Betrieb) | 21,2                 | Montagney ⊙                                                 | 248 m                                                       |
| Abzweig geradeaus und nach rechts (Strecke außer Betrieb) |                      | Bahnstrecke Gray–Fraisans nach La Barre ⊙                   | Bahnstrecke Gray–Fraisans nach La Barre ⊙                   |
| Bahnhof (Strecke außer Betrieb) | 27,7                 | Chenevrey ⊙                                                 | 231 m                                                       |
| Strecke mit Straßenbrücke (Strecke außer Betrieb) | ~32,4                | D 29 (ehem. N 67) ⊙                                         | D 29 (ehem. N 67) ⊙                                         |
| U-Bahn-Strecke von links · Kreuzung geradeaus oben · U-Bahn-Strecke quer | ~32,7                | Bahnstrecke Marnay-Gy von Gy, Chemins de fer Vicinaux       | Bahnstrecke Marnay-Gy von Gy, Chemins de fer Vicinaux       |
| U-Bahn-Kopfbahnhof Streckenende · Bahnhof | 32,8                 | Marnay ⊙                                                    | 239 m                                                       |
| Haltepunkt / Haltestelle (Strecke außer Betrieb) | 35,8                 | Brussey ⊙                                                   | 235 m                                                       |
| |                      |                                                             |                                                             |
| Grenze auf Brücke über Wasserlauf (Strecke außer Betrieb) | ~39,6                | Ognon (zerstört; 64,5 m) ⊙; Grenze Département Jura / Doubs | Ognon (zerstört; 64,5 m) ⊙; Grenze Département Jura / Doubs |
| |                      |                                                             |                                                             |
| Bahnhof (Strecke außer Betrieb) | 40,4                 | Emagny ⊙                                                    | 244 m                                                       |
| | ~44,1                | LGV Rhin-Rhône Dijon–Mulhouse ⊙                             | LGV Rhin-Rhône Dijon–Mulhouse ⊙                             |
| Abzweig ehemals geradeaus und von links | 49,2                 | Bahnstrecke Besançon-Viotte–Vesoul von Vesoul ⊙             | Bahnstrecke Besançon-Viotte–Vesoul von Vesoul ⊙             |
| Bahnhof | 412,8 49,5           | Miserey ⊙                                                   | 284 m                                                       |
| Strecke |                      | Bahnstrecke Besançon-Viotte–Vesoul nach Besançon-Viotte     | Bahnstrecke Besançon-Viotte–Vesoul nach Besançon-Viotte     |

Die Bahnstrecke Montagney–Miserey war eine eingleisige Eisenbahnstrecke in Ostfrankreich. Sie verband die beiden in Nord-Süd-Richtung laufenden Strecken Gray–Fraisans und Besançon–Vesoul von West nach Ost. Personenzüge wurden während des ganzen Bestehens der Strecke von Gray bis Besançon geführt. In den frühen Jahren verkehrten drei Zugpaare täglich. Die Fahrtzeit mit Halt an allen Stationen betrug zwischen Besançon und Gray knapp zwei Stunden, zwischen Miserey und Montagney gut eine Stunde.

## Geschichte
Ein Konzessionsgesuch für die Strecke gab es 1862 von der Compagnie des chemins de fer de Paris à Lyon et à la Méditerranée (PLM). Es steht in enger Verbindung mit der Konzession für die Bahnstrecke Gray–Fraisans, von der diese Strecke im Bahnhof Montagney abzweigen sollte. Mit Datum vom 1. Februar 1862 wird der Gesellschaft die Genehmigung für den Betrieb erteilt. Zwei Jahre später wird der Strecke öffentliches Interesse eingeräumt.
Die Genehmigung für den Bau dieser Strecke erfolgte vom Minister für Arbeit und öffentliche Angelegenheiten am 17. Juni 1878. Von der Bestandsstrecke Gray–Fraisans, die bereits zwölf Jahre zuvor fertig gestellt worden war, sollte in Montagney eine 28,3 km lange Zweigstrecke in Richtung Besançon geführt werden. Kleine Korrekturen in der Trassierung ergaben 29,3 km Streckenlänge. Konzessionär war die Compagnie des chemins de fer de Paris à Lyon et à la Méditerranée (PLM). Als Grundlage für den Bau dieser Strecke war man von einer prosperierenden Wirtschaftstätigkeit entlang des Ognon ausgegangen, der die beiden Départements Haute-Saône und Doubs trennt.
Die Eröffnung erfolgte in ganzer Länge am 17. Juni 1878. Am 20. Mai 1940 wurde im Abschnitt Gray–Miserey der Personenverkehr eingestellt. Zum 1. April 1957 fuhr der letzte Güterzug auf dem Abschnitt Montagney–Marnay, wenig später auf der gesamten Strecke. Die Entwidmung fand am 13. Februar 1964 statt, ab dem 11. Januar 2002 wurde sie abgebrochen.